# Суховії в Україні
Суховії в Україні — сухі гарячі вітри, що супроводжуються високою температурою (понад 25°С) та значно зниженою відносною вологістю повітря (нижче за 30 %).
Суховії часті (від 15 до 24 днів на рік) на півдні та південному сході України і на Передкавказзі.
Вони викликають у рослин порушення водного режиму й обміну речовин, що призводить до зниження врожаю сільськогосподарських культур. Суховії найнебезпечніші у червні, коли наливається зерно.
Від суховіїв слід відрізняти пилові бурі (чорні бурі), які видувають на весні родючий ґрунт; сильні пилові бурі були в Україні у квітні 1928 й у березні-квітні 1960. Саме пилові бурі спостерігалися в багатьох областях України, у тому числі північних, навесні 2020 р., після малосніжної зими 2019—2020 рр. і численних лісових пожеж.
Надмірне розорювання цілинних земель (серед ін. у 1950-х pp. на Передкавказзі і в Сер.-Азійському степ. краю) спричиняє поширення пилових бур.
Суховії спостерігаються в Україні переважно в антициклональну погоду.
Методи боротьби з суховіями: виведення посухостійких сортів, зрошення, насадження полезахисних лісосмуг тощо.
Останнім часом в Україні спостерігається посилення негативного впливу суховіїв. Експерти обговорюють зв'язок цього явища з глобальним потеплінням.